# Francisco de Toledo

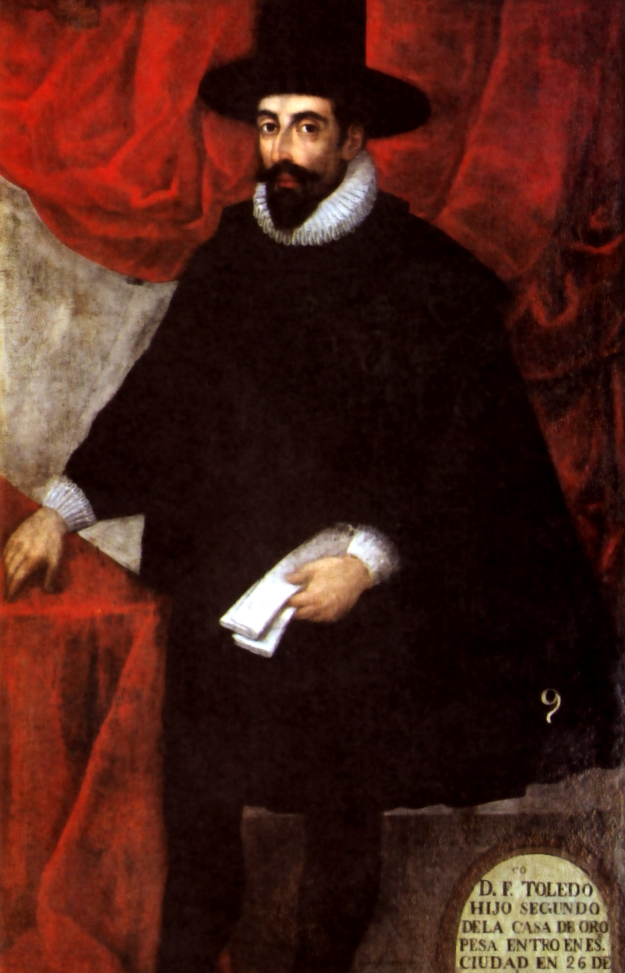
Francisco de Toledo

Francisco de Toledo (* 10. Juli 1515 in Oropesa; † 15. August 1582 in Sevilla) war ein spanischer Heerführer und 5. Vizekönig von Peru (1569–1581).

## Leben
Francisco de Toledo war ein illegitimer Nachkomme des Königs Alfons XI. von Kastilien. Auf der zweiten Tagungsperiode des Trienter Konzils (1551/52) war er zusammen mit Graf Montfort kaiserlicher Botschafter. Er zeichnete sich als Soldat unter Kaiser Karl V. aus und wurde 1568 vom spanischen König Philipp II. zum Vizekönig von Peru ernannt. Als er im Jahr darauf in Lima eintraf, unternahm er zwischen Oktober 1570 und November 1575 eine fünfjährige Inspektionsreise durch das Land und organisierte dabei die örtliche Verwaltung und die Arbeit der Bergbauunternehmen neu. Er führte die Inquisition in der Kolonie ein (1570) und bestrafte indianische Aufständische aufs Schwerste.
Über Jahre hinweg versuchte er, mit dem Inkaherrscher von Vilcabamba, Titu Cusi zu einer ähnlichen Übereinkunft zu kommen wie mit dessen Vorgänger: Titu Cusi sollte sich der spanischen Krone unterwerfen und dafür reiche Ländereien bekommen. Diese Verhandlungen führten zwar nicht zum Erfolg, aber doch zu einer weitgehend friedlichen Koexistenz. Als aber Titu Cusi (ohne Wissen der Spanier) starb und ein spanischer Abgesandter ermordet wurde, entschloss sich der Vizekönig, Vilcabamba zu bekämpfen. Der Rumpfstaat der Inkas wurde 1572 eingenommen, und einer Truppenabteilung unter Führung seines Neffen gelang die Gefangennahme des letzten Inkaherrschers, Túpac Amaru. Toledo ließ den Inka nach Cusco bringen und trotz vehementer Proteste seitens der Bevölkerung und der Kirche öffentlich hinrichten.
Toledo beauftragte Pedro Sarmiento de Gamboa, die Historia Indica zu schreiben. Die Zwangsarbeitssysteme der Encomienda und der Mita, die in Südamerika bis ins 18. Jahrhundert funktionierten und den Arbeitseinsatz der indigenen Bevölkerung sicherstellten, organisierte er neu und sorgte damit für ihre nachhaltige Durchsetzung. 1581 kehrte Toledo nach Spanien zurück.